# Martin Kaschny

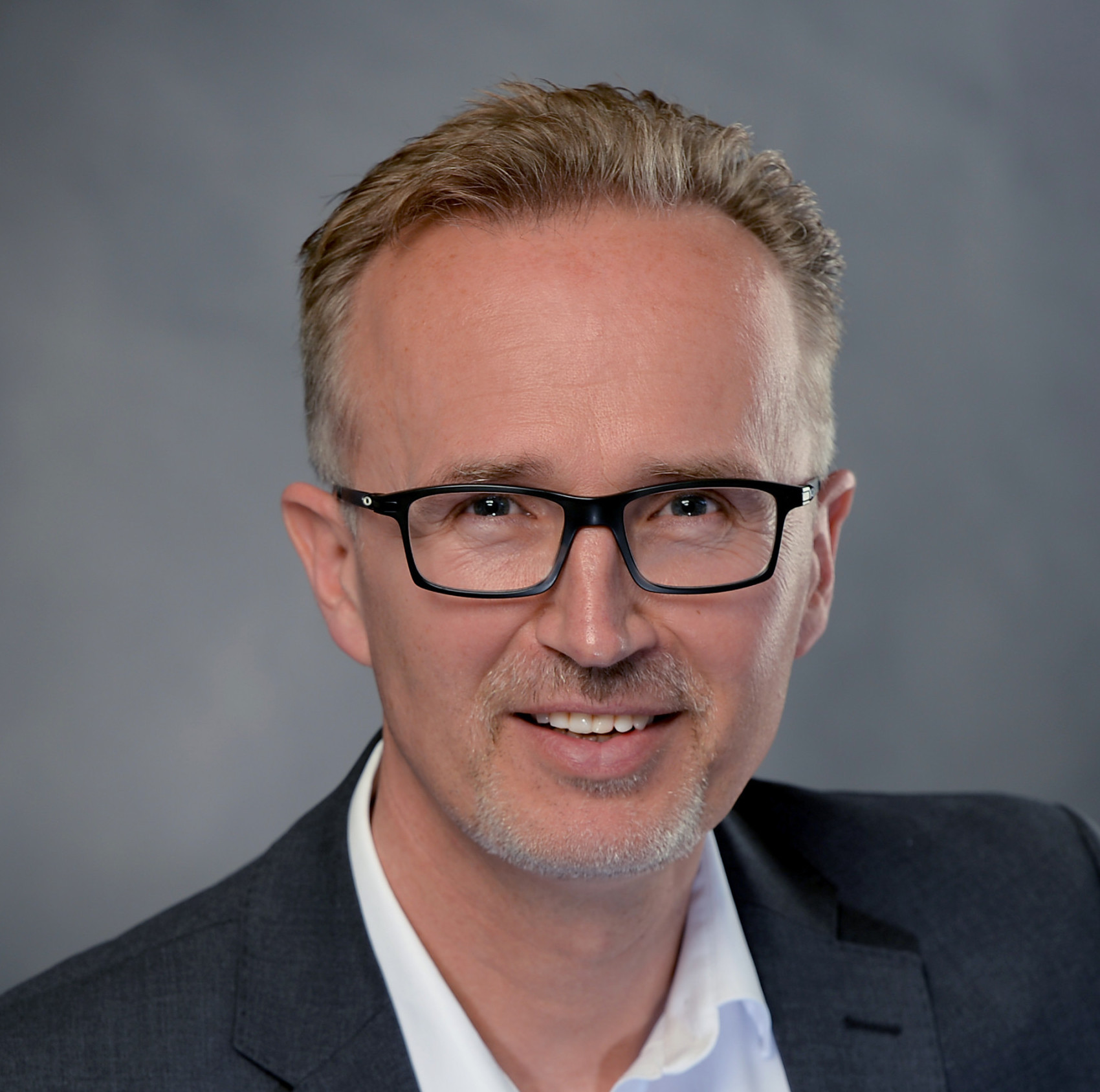
Martin Kaschny (2016)

Martin Kaschny (* 8. Juli 1964 in Stockach) ist ein deutscher Ökonom und ehemaliger Professor für Wirtschaftswissenschaften der Hochschule Koblenz. Im Mittelpunkt seiner Arbeiten stand insbesondere das Ideen- und Innovationsmanagement.
Derzeit ist Kaschny Vizepräsident der Struktur- und Genehmigungsdirektion Nord.

## Ausbildung und Werdegang
Von 1986 bis 1988 studierte Kaschny an der Otto-Friedrich-Universität in Bamberg. Nach einem akademischen Auslandsjahr an der Université de Montréal in Kanada ab 1988 beendete er 1989 sein Studium der Betriebswirtschaftslehre an der Universität Köln. Hier wurde 1995 seine Dissertation zum Thema Eintrittsbarrieren und Eintrittsverhalten am Markt für Krankenhausdienste: Eine empirische-experimentelle Untersuchung unter Berücksichtigung der Verhinderung privaten Angebots veröffentlicht. Die Arbeit wurde durch ein Promotionsstipendium der Graduiertenförderung des Landes Nordrhein-Westfalen gefördert. Nach seinem Promotionsstudium wurde er 1998 in Köln promoviert. Nach drei Jahren der Selbstständigkeit in der Softwarebranche wurde er 1999 Unternehmensberater bei der Handwerkskammer Düsseldorf, bis er 2002 zum Professor für Existenzgründung und Unternehmensnachfolge an der Hochschule Koblenz berufen wurde. Bis zum 17. Mai 2021 war er neben seiner Forschungs- und Lehrtätigkeit an verschiedenen Institutionen und für unterschiedliche Projekte tätig:
- Mitglied des Landesvorstands von Hochschullehrerbund – Landesverband Rheinland-Pfalz e.V.[2]
- Leiter des Gründungsbüros Koblenz (Hochschule Koblenz)
- Leiter des Kooperationsnetzwerks für Existenzgründungen aus Koblenzer Hochschulen.[3]
- Initiator und Organisator des Ideenwettbewerbs Rheinland-Pfalz[4]
- Leitendes Mitglied des Instituts für Mittelstands- und Clustermanagement sowie Regionalökonomie des Fachbereichs Wirtschaftswissenschaften der Hochschule Koblenz
- Dekan des Fachbereichs Wirtschaftswissenschaften der Hochschule Koblenz.[5]

Seit dem 18. Mai 2021 ist Kaschny Vizepräsident der Struktur- und Genehmigungsdirektion Nord.

## Politisches Engagement
Kaschny trat als Direktkandidat der FDP bei der Bundestagswahl 2013 im Bundestagswahlkreis Koblenz sowie bei der Landtagswahl in Rheinland-Pfalz 2016 im Wahlkreis Koblenz/Lahnstein an, erlangte jedoch kein Mandat. Er ist Ortsverbandsvorsitzender der Freien Demokraten Lahnstein, Mitglied im Kreisvorstand FDP Rhein-Lahn sowie stellvertretender Vorsitzender des FDP-Bezirksverbands Koblenz und Mitglied des Landesvorstandes der rheinland-pfälzischen FDP. 
Seit dem 1. Juli 2024 ist M. Kaschny Mitglied des Kreistages des Rhein-Lahnkreises.

## Bücher
- M. Kaschny, N. Hürth: Innovationsaudit, Chancen erkennen – Wettbewerbsvorteile sichern. ESV Verlag, Berlin 2010.
- M. Kaschny, M. Nolden, S. Schreuder: Innovationsmanagement im Mittelstand: Strategien, Implementierung, Praxisbeispiele. Gabler, 2015.
- M. Kaschny, M. Nolden: Innovation and Transformation: Basics, Implementation and Optimization. Gabler, 2018.
- Sebastian Dötsch, M. Kaschny: Die Unvereinbarkeitshypothese von Porter im Lebensmitteleinzelhandel. Eul Verlag, 2019.
- S. Müller, M. Kaschny: Innovationsprozesse: Eignung für KMU und Entwicklung eines agilen Innovationsmodells. Eul Verlag, 2018.
- J. Alt, M. Kaschny: Alternative Finanzierungsformen im Mittelstand. Eul Verlag, 2015.
- M. Wolters, M. Kaschny: Geschäftsprozessmanagement in KMU : dargestellt anhand der Auftragsabwicklung in der Gebäudetechnik. Eul Verlag, 2010.
- M. Kaschny, M. Bock, S. Marx: Lecker-Schmecker – Rheinland-Pfalz schmecken und genießen! Garwain Verlag, Koblenz 2009.